# Bazet
Bazet (Okzitanisch: Badèth) ist eine französische Gemeinde im Département Hautes-Pyrénées in der Region Okzitanien (zuvor Midi-Pyrénées). Sie liegt im Arrondissement Tarbes und gehört zum Kanton Bordères-sur-l’Échez. 
Bazet hat 1877 Einwohner (Stand 1. Januar 2022) auf 2,91 Quadratkilometern und liegt etwa 6,5 Kilometer nördlich von Tarbes in der Bigorre am Adour. Durch das Gemeindegebiet führt die frühere Route nationale 135. Der Fluss speist auch den kleinen Lac de Bours im Osten der Gemeinde.

## Einwohnerentwicklung
- 1962: 0834
- 1968: 0878
- 1975: 1180
- 1982: 1516
- 1990: 1453
- 1999: 1298
- 2006: 1381
- 2010: 1650
- 2018: 1786

## Wirtschaft
Die Firma Boostec in Bazet baute das Herschel-Weltraumteleskop mit EADS Astrium und lieferte die Siliziumkarbid-Rohlinge für die Spiegel der Gaia-Mission.